# 奥野麻衣子
奥乃舞子（奥野麻衣子）（おくの まいこ、1974年10月20日 - ） は、日本のタレント、モデル、アナウンサー。東京都港区生まれ。I.P.Iインターナショナルスクール幼稚部、札幌市立開成小学校卒業後、藤女子中学校・高等学校へ進学。青山学院大学文学部中退。血液型B型。東京都在住。フリーランス及びミストケイズカンパニー、101エンターテイメント業務提携。
主に企業のCMや媒体のモデル、他にイベントやセレモニーの司会、ナレーター、ビューティースーパーバイザーとして講師や審査員などとして活躍。

## 経歴
- 3歳の頃、都内にてスカウト。子役モデルとしての活動を芝山麻衣子名義で始める。当時の所属事務所はSOSモデルエージェンシー。
- 4歳の頃、映画「白雪姫」公開記念 ウォルトディズニーカンパニー・東映主催の「ミス白雪姫コンテスト」にてグランプリを受賞。
- 小学校入学と同時に札幌市へ転居。北海道にて子役モデルの代表格となる。7歳で学研「学習と科学」のCMに出演。有名なフレーズ「まだかなまだかなー学研のおばちゃんまだかなー」のCMソングも歌う。
- 10代には多くのアイドルコンテストで入賞。高校卒業後、レポーターとしても活躍。
- 1995年「北海道きものの女王」[1]に選出された後、全国大会にて応募総数8千人の中から「全日本きものの女王」[2]となる。
- 1996年「ミスさっぽろ」」[3]として活動。
- ミスさっぽろのマネージャーの後、多岐にわたる活動を開始。
- 「京都西陣織きもの大使」として、着物の振興に携わる。
- 10代の頃より声楽を習っており、ソプラノパートを務める。一方、企業CMやナレーションにおいては、やや低音で息が乗った、艶のある声を売りとしている。
- ハンドモデル、レッグモデルなどのパーツモデルとしても活動。
- 女性をより美しく見せるためのセミナーや接遇マナーなどの講義を行なっている。
- 主に子供向けの絵本の読み聞かせを定期的に開催している。

- 主なCM（1977年〜）広告媒体

学研・雪印・日本航空・電電公社・北海道ガス・生活協同組合・資生堂・ホクレン・ホーマック・ニトリ・石屋製菓・サッポロビール・コカコーラ・花王・NTTドコモ・ブラウン・ミキモト・ティファニー・アツギ・大手百貨店等流通関係
- ドラマ

テレビ朝日「美少女学園」北海道文化放送「君のためにかける虹」

## エピソード
- 祖母、母共にモデル。母はミスすずらん（ミスさっぽろの前身）。
- 中学高校は厳粛なカトリック校だったため、オーディションに合格しては処分を受けていた。
- 文才を活かし有名大手出版社に就職と共に大学を中退、雑誌のコピーなどを手がけていた。
- 20代前半にインディーズレーベルを設立し、ロック系バンドのボーカルと作詞を務めた。
- ミスさっぽろマネージャー時代は、その美しさからミスさっぽろよりも目立つことが多かった[要出典]。
- 北海道札幌市で初夏に開催される「YOSAKOIソーラン祭り」において強豪チーム『JAL極楽とんぼ』に所属していた。
- ニューヨーク在住時にブロードウェイダンスセンターに留学した経験がある。